# Medveja (przystanek kolejowy)
Medveja (ukr. Медвежа) – przystanek kolejowy w miejscowości Medveja, w rejonie Bryczany, w Mołdawii. Położony jest na linii Czerniowce – Ocnița.
Przystanek nie ma bezpośredniego połączenia z mołdawską siecią kolejową. Obsługiwany jest przez koleje ukraińskie.